# Taifa von Santa María del Algarve

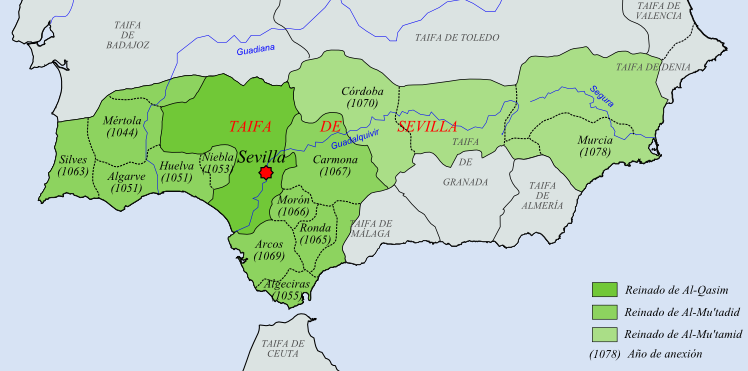
Kleinkönigreiche (taifas) in Andalusien und Portugal

Das nur kurzzeitig existierende Taifa von Santa María del Algarve (arabisch طائفة شنتمرية الغرب, DMG Ṭāʾifat Šantamariyyat al-Ġarb) war ein mittelalterliches islamisches Kleinkönigreich (taifa) oder Emirat mit der Stadt Faro (ehemals Santa María) als Hauptstadt im Süden des heutigen Portugal; die östliche Grenze des Taifa bildete schon damals der Río Guadiana.

## Geschichte
Über Sa'id, den Gründer des Kleinreiches, und dessen Sohn Muhammad ist so gut wie nichts bekannt. Um die Mitte des 11. Jahrhunderts erweiterte Abbad II. al-Mu'tadid, der Emir des Taifa von Sevilla, seinen Machtbereich – neben Silves und Mértola im heutigen Portugal fielen auch Niebla, Huelva und andere Kleinreiche im heutigen Spanien an das zur damaligen Zeit dominante Taifa von Sevilla, das jedoch selber unter dem Ansturm der Berberdynastien der Almoraviden (1091–1150) und Almohaden (1150–1250) zusammenbrach. Im Zuge der christlichen Reconquista fiel die Regierungsgewalt über die Region um die Mitte des 13. Jahrhunderts an das Königreich Portugal.

## Herrscher

### Haruniden-Dynastie
- Sa'id (ca. 1018–1041/2)
- Muhammad b. Sa’id b. Hārūn (1041/2–1051)

### Taifa von Sevilla
- (1051–1091)

### Almoraviden
- (1091–1150)

### Almohaden
- (1150–1250)